# Armoriale dei comuni del libero consorzio comunale di Ragusa
Questa pagina contiene le armi (stemmi, gonfaloni, bandiere e blasonature) del libero consorzio comunale di Ragusa e dei suoi 12 comuni.
| Stemma                                                                                   | Comune e blasonatura | Gonfalone |
| ---------------------------------------------------------------------------------------- | --- | --- |
|                                                                                          | Acate Un'aquila ad ali spiegate sovrastata da una corona, sotto, un ramo di alloro e un ramo di acanto formano un arco aperto verso l'alto incrociando i gambi e legati tra di loro da un nastro. Statuto del Comune di Acate, delibera del 22 novembre 2005, n. 55 - Titolo I, capo II, articolo 14 Gonfalone: Drappo partito verticalmente d'azzurro e di bianco, con al centro riportato lo stemma del Comune. Statuto del Comune di Acate, delibera del 22 novembre 2005, n. 55 - Titolo I, capo II, articolo 14 | |
| Stemma in uso dal comune Stemma secondo la blasonatura ufficiale                         | Chiaramonte Gulfi D'azzurro, alla catena montagnosa di cinque vette, d'argento, fondata in punta, accompagnata in capo dal monogramma della S.S. Vergine Maria, d'oro, e da due tortelli di verde, posti nei cantoni del capo. Ornamenti esteriori da Comune. - D.P.R. del 31 maggio 1985 - Statuto del Comune di Chiaramonte Gulfi, delibere del 21 e 31 marzo 2005, nn. 18 e 25 - Titolo I, articolo 3, comma 5 Gonfalone: Drappo d'azzurro, con al centro riportato lo stemma del Comune. - D.P.R. del 31 maggio 1985 - Statuto del Comune di Chiaramonte Gulfi, delibere del 21 e 31 marzo 2005, nn. 18 e 25 - Titolo I, articolo 3, comma 6 | Gonfalone in uso dal comune Gonfalone secondo la blasonatura ufficiale                                                      |
| Stemma in uso dal comune Stemma secondo la blasonatura ufficiale, caricato sul gonfalone | Comiso Diana seduta su di una brocca rovesciata, posta su una terrazza balaustrata dalla quale partono vari getti d'acqua, con a sinistra una mezzaluna, con sopra la scritta Post Casmenarum fata nitida resurgo ("Dopo la distruzione di Casmene splendida rinasco"). Statuto del Comune di Comiso, delibere del 6 ed 11 settembre 2001, nn. 54 e 55 - capo I, articolo 2, comma 2 Incongruenza tra disegno e blasonatura: mancano la mezzaluna e la scritta nella versione utilizzata dal Comune. Gonfalone: Drappo trinciato di azzurro e bianco caricato dello stemma sopra descritto. Statuto del Comune di Comiso, delibere del 6 ed 11 settembre 2001, nn. 54 e 55 - capo I, articolo 2, comma 2 | |
| Stemma in uso dal comune Stemma secondo la blasonatura ufficiale                         | Giarratana D'argento alla giara di rosso. Ornamenti esteriori da Comune. D.P.R. del 9 gennaio 1971, registrato alla Corte dei Conti il 2 marzo 1971 Gonfalone: Drappo di rosso, con al centro riportato lo stemma del Comune. - D.P.R. del 9 gennaio 1971, registrato alla Corte dei Conti il 2 marzo 1971 - D.P.C.M. del 3 giugno 1986 | |
|                                                                                          | Ispica Inquartato: nel 1º e 4º d'oro, all'alabarda astata di nero; nel 2º e 3º di rosso, alla torre di pietra, merlata alla guelfa, aperta di nero, fondata sul piano di verde. Ornamenti da città. Al di sotto delle fronde che costituiscono gli ornamenti, è posto un nastro di rosso ondulato alle estremità, con la dicitura CITTÀ DI ISPICA di colore giallo, posta nella parte centrale. Statuto della Città di Ispica, delibera del 7 novembre 2006, n. 65 - titolo I, capo II, articolo 12, comma 1 Gonfalone: Drappo di azzurro, con al centro riportato l'emblema suddescritto della Città. Statuto della Città di Ispica, delibera del 7 novembre 2006, n. 65 - titolo I, capo II, articolo 12, comma 2 Bandiera: Vessillo raffigurante lo stemma cittadino, sotto forma di bandiera d’armi. | Gonfalone Bandiera |
| Stemma in uso dal comune Stemma secondo la blasonatura ufficiale                         | Modica D'azzurro all'aquila monocipite d'argento tenente con gli artigli un nastro con la scritta CONTEA DI MODICA, coronata dalla corona comitale. Statuto del Comune di Modica, delibera del 16 dicembre 1992, n. 256 - titolo I, capo II, articolo 26 Gonfalone: Drappo rettangolare verticale di velluto azzurro con in centro riportato, in colore argento, lo stemma del comune. Statuto del Comune di Modica, delibera del 16 dicembre 1992, n. 256 - titolo I, capo II, articolo 26 Bandiera: Vessillo partito verticalmente di rosso e di blu, contenente lo stemma comunale e, sopra di esso, la dicitura in caratteri dorati COMUNE DI MODICA. | Gonfalone Bandiera |
| Stemma in uso dal comune Stemma secondo la blasonatura ufficiale                         | Monterosso Almo Inquartato: nel 1° partito: a) inquartato in croce di Sant'Andrea nel 1° e nel 4° di rosso a tre pali d'oro, nel 2º e nel 3º d'argento, a due aquile spiegate, affrontate di nero; b) di rosso, a tre pali d'oro. Nel 2° inquartato: nel primo e nel quarto d'oro ai due leoni rivoltati d'azzurro, nel secondo rinquartato: a e d d'argento,b e c d'oro; alla bordura di rosso; nel terzo di azzurro a due fasce scorciate d'argento. Nel 3º: d'argento, al leone rivoltato di nero; al capo di azzurro, caricato di tre gigli d'oro ordinati in fascia. Nel 4°: di rosso a tre sbarre concave d'oro; al capo del secondo caricato da due fasce di nero. Il terzo e il quarto sono caricati nella punta infima da uno scudo partito di nero e d'argento, a due leoni affrontati dell'uno nell'altro. Ornamenti esteriori di Comune. - Statuto del Comune di Monterosso Almo, delibera del 29 ottobre 2003, n. 41 - titolo I, capo I, articolo 1, comma 7 ed Allegato A - Estrazione dall'Archivio di Stato di Palermo, conforme alla copia ufficiale della collezione degli stemmi del Ministero, della cancelleria di Napoli, volume V, foglio 30 Incongruenza tra disegno e blasonatura: benché siano blasonati ornamenti esteriori da comune, il Comune utilizza gli ornamamenti storici composti da aquila e cartiglio rotondo. Gonfalone: Drappo di bianco, caricato dell'arma sopra descritta. Statuto del Comune di Monterosso Almo, delibera del 29 ottobre 2003, n. 41 - titolo I, capo I, articolo 1, comma 7 ed Allegato A Incongruenza tra disegno e blasonatura: benché sia blasonato un drappo bianco caricato dello stemma con ornamenti esteriori da comune, il Comune utilizza un drappo blu e lo stemma con ornamenti storici composti da aquila e cartiglio rotondo. | Gonfalone in uso dal comune Gonfalone secondo la blasonatura ufficiale                                                      |
|                                                                                          | Pozzallo D'azzurro, alla torre quadrangolare d'argento, sul mare, accostata a destra da una navicella e nel cantone sinistro del capo da una stella d'argento, di cinque raggi, con il motto intorno Secundis ventis ("Col vento favorevole"). - R.D. dell'8 maggio 1933, RR.LL.PP. del 2 dicembre 1937 - Statuto del Comune di Pozzallo (RG), delibera del 7 giugno 1994, n. 84 - titolo I, articolo 3, comma 2 Gonfalone: Drappo rettangolare di colore azzurro, riccamente ornato di ricami d'argento e caricato dello stemma sopra descritto con l'iscrizione centrata in argento "COMUNE DI POZZALLO". - R.D. dell'8 maggio 1933, RR.LL.PP. del 2 dicembre 1937 - Statuto del Comune di Pozzallo (RG), delibera del 7 giugno 1994, n. 84 - titolo I, articolo 3, comma 3 | |
|                                                                                          | Ragusa D'azzurro, all'aquila dal volo spiegato, coronata all'antica d'argento, sostenente con l'artiglio destro un caduceo posto in banda e col sinistro un corno di abbondanza, posto in sbarra, il tutto al naturale. Motto: Crevit Ragusia Hyblae Ruinis. Statuto della Città di Ragusa, delibera dell'8 ottobre 2007, n. 63 - titolo I, articolo 1, comma 3 Gonfalone: Drappo di verde, caricato dello stemma sopra descritto. Statuto della Città di Ragusa, delibera dell'8 ottobre 2007, n. 63 - titolo I, articolo 1, comma 3 Incongruenza tra disegno e blasonatura: Benché sia blasonato lo stemma descritto dallo statuto, la Città suole usare un gonfalone dalla tinta di verde più scura, caricato dello stemma inscritto in uno scudo aulico. Stemma concesso: D'azzurro, all'aquila al volo spiegato al naturale, beccata e rostrata d'oro, coronata dello stesso, tenente un caduceo in banda con la zampa destra e una cornucopia fruttifera in fascia con la sinistra entrambi d'oro. Motto: Crevit Ragusia Hyblae Ruinis D.C.G. del 17 dicembre 1928 Bandiera: Vessillo di verde, caricato dello stemma della Città. | Gonfalone utilizzato dalla Città Gonfalone secondo la blasonatura ufficiale Bandiera (possibilmente) utilizzata dalla Città |
|                                                                                          | Santa Croce Camerina D'azzurro, al cigno d'argento natante, dal volo spiegato. Ornamenti esteriori da Comune. - D.P.R. del 16 maggio 1962 - Statuto del Comune di Santa Croce Camerina, delibera del 4 gennaio 1993, n. 3 - articolo 6, comma 1 Gonfalone: Drappo partito di azzurro e di bianco, caricato dello stemma. Statuto del Comune di Santa Croce Camerina, delibera del 4 gennaio 1993, n. 3 - articolo 6, comma 2 | |
| Stemma attuale Stemma in uso dal 1933 al 1943 Stemma in uso fino al 1933                 | Scicli Un leone con corona radiata in atto di salire su tre monti decrescenti da sinistra a destra, il tutto dorato in campo azzurro. Lo stemma è circoscritto da rami di alloro e quercia, sormontato da corona di dominio feudale. Statuto del Comune di Scicli, delibera del 14 ottobre 2011, n. 70 - titolo I, articolo 3, comma 6 Gonfalone: Drappo rettangolare di velluto cremisi, con al centro riportato, in colori dorati, lo stemma del Comune. Statuto del Comune di Scicli, delibera del 14 ottobre 2011, n. 70 - titolo I, articolo 3, comma 7 | |
|                                                                                          | Vittoria Un’aquila nera coronata con leali in posizione di riposo, nel petto una torre (simbolo della famiglia Henríquez-Cabrera), fra gli artigli due grappoli di uva e un nastro con la scritta: Victoria Pulchra Civitas post Camerinam ("Vittoria bella città dopo Camarina") e una corona baronale sulla testa. Tutto su campo azzurro. Ornamenti esteriori da Città. Statuto della Città di Vittoria (RG), delibera del 3 agosto 2007, n. 144 - titolo I, articolo 2, comma 3 Gonfalone: Drappo di azzurro, caricato dello stemma. Statuto della Città di Vittoria (RG), delibera del 3 agosto 2007, n. 144 - titolo I, articolo 2, comma 4 | |